# Ognjen Spahić
Ognjen Spahić (Podgorica, 1977) è uno scrittore montenegrino.

## Biografia
Nato nel 1977 a Podgorica, vi risiede e lavora come giornalista per il quotidiano Vijesti.
Dopo gli studi di filosofia e ingegneria civile all'Università di Montenegro, ha esordito nel 2001 con la raccolta di racconti Sve to e in seguito ha pubblicato 2 romanzi e altre due collezioni di short stories tradotte in 6 lingue.
Tra le nuove voci più interessanti emerse dopo la dissoluzione della Jugoslavia, nel 2014 ha ricevuto il Premio letterario dell'Unione europea con La testa piena di gioia.

## Opere principali

### Romanzi
- I figli di Hansen (Hansenova djeca, 2004), Rovereto, Zandonai, 2012 traduzione di Ljiljana Avirović ISBN 978-88-95538-93-8.
- Masalai (2015)

### Racconti
- Sve to (2001)
- Zimska potraga (2007)
- La testa piena di gioia (Puna glava radosti, 2013), Pordenone, Safarà, 2017 traduzione di Ljiljana Avirović ISBN 978-88-97561-48-4.

## Premi e riconoscimenti
- Meša Selimović Prize: 2005 vincitore con I figli di Hansen[7]
- Premio letterario dell'Unione europea: 2014 vincitore con La testa piena di gioia